# Zaheerul Islam

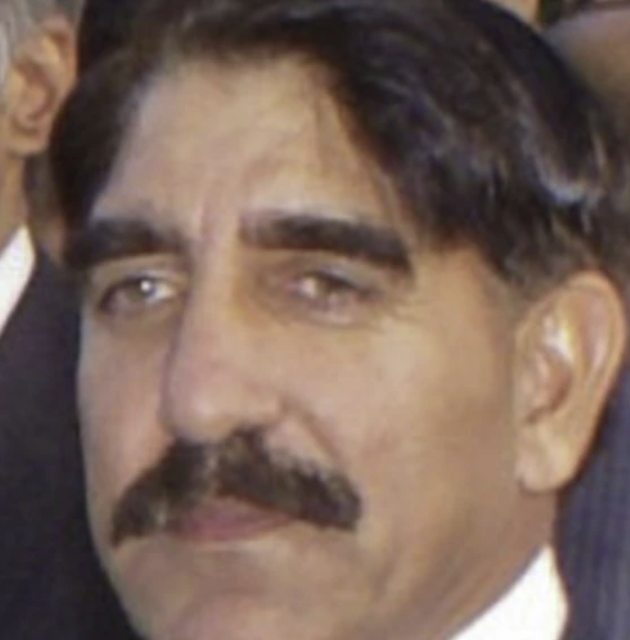
Zaheerul Islam (2012)

Zaheerul Islam (* 1956 in Rawalpindi) ist ein pakistanischer Generalleutnant und war amtierender Direktor des pakistanischen Inter-Services Intelligence (ISI).

## Militärische Laufbahn
Zaheerul Islam gehört dem Punjab-Regiment an und wurde am 16. April 1977 Offizier. Er diente als Kommandierender General des V .Corps in Karatschi vor seiner Ernennung zum Direktor des ISI. Er diente auch als Chief of Staff in the Army Strategic Force Command für die Jahre 2004 bis 2006. Er übernahm den Posten des ISI-Direktors am 9. März 2012 von seinem Vorgänger Ahmed Shuja Pasha,.